# Tetrairidio dodecacarbonile
Il tetrairidio dodecacarbonile o dodecacarboniltetrairidio è il  composto chimico cluster con formula Ir4(CO)12. È il più semplice carbonile binario stabile dell'iridio. In condizioni normali è un solido giallo poco solubile nei normali solventi organici.

## Struttura
Ir4(CO)12 ha struttura cristallina trigonale, gruppo spaziale P3, con costanti di reticolo a = 1329,0 pm e c = 898,1 pm, tre unità di formula per cella elementare. La distanza media Ir-Ir risulta 269,3 pm. La forma del cluster è basata su un tetraedro di atomi di iridio, ognuno dei quali è coordinato ottaedricamente a tre leganti CO e agli altri tre atomi di iridio. La simmetria risulta Td. È da notare che tutti i leganti CO sono terminali; ciò differenza la struttura di Ir4(CO)12 da quella degli omologhi Co4(CO)12 e Rh4(CO)12, dove nove CO sono terminali e tre sono legati a ponte (simmetria C3v). La presenza di un tetraedro M4 fa sì che questi composti M4(CO)12 siano considerati tetraedrani.

## Sintesi
Il composto fu sintetizzato per la prima volta nel 1940 da Walter Hieber e H. Lagally riducendo il tricloruro di iridio o complessi alogenati di Ir(III) o Ir(IV) con CO sotto pressione (250 atm) a 100-150 ºC.
Varie sintesi più recenti ottengono Ir4(CO)12 anche a pressione atmosferica. Ad esempio si può partire da IrCl3⋅3H2O in etanolo o da K2IrCl6 in 2-metossietanolo. Per carbonilazione riduttiva si ottiene l'intermedio [Ir(CO)2Cl2]−, che è poi ridotto a Ir4(CO)12.
{\displaystyle {\ce {IrCl3 + 3CO + H2O -> [Ir(CO)2Cl2]- + CO2 + 2H+ + Cl-}}}
{\displaystyle {\ce {4[Ir(CO)2Cl2]- + 6CO + 2H2O -> Ir4(CO)12 + 2CO2 + 4H+ + 8Cl-}}}

## Reattività
Ir4(CO)12 è un composto stabile allo stato solido. I leganti CO possono essere sostituiti da altre basi di Lewis come ad esempio fosfine e alcheni. Per trattamento con alcali come carbonato di potassio e idrossido di potassio si formano specie anioniche tipo [HIr4(CO)11]− e [Ir4(CO)10]2−2.